# Aroue-Ithorots-Olhaïby
Aroue-Ithorots-Olhaïby en francés, Arüe-Ithorrotze-Olhaibi en euskera, es una localidad y comuna francesa situada en el departamento de Pirineos Atlánticos, en la región de Aquitania y en el territorio histórico vascofrancés de Sola. 
La comuna se encuentra sobre la Via Podiensis, una de las cuatro rutas tradicionales en Francia del Camino de Santiago.
Durante la revolución francesa destacó por ser la única comuna vasca que adoptó la política jacobina en materia religiosa de los templos de la Razón.

## Historia
La historia de Aroue-Ithorots-Olhaïby es un relato de tradiciones vascas profundamente arraigadas en la región de Soule, que se remonta a tiempos medievales. Esta comuna francesa, ubicada en el departamento de Pirineos Atlánticos en la región de Nueva Aquitania, es resultado de diversas fusiones administrativas a lo largo del tiempo, y ha sido testigo de importantes cambios históricos.

### Orígenes medievales: los vics de la Soule
- Según el historiador Paul Raymond, Aroue formaba parte de los siete vics de la Soule, una de las subdivisiones tradicionales de este territorio vasco. Los vics eran distritos administrados localmente que tenían una función tanto política como militar en la región.
- Además, Aroue dependía de la messagerie de la Barhoue, un sistema de mensajería o comunicación que facilitaba la conexión entre diferentes localidades. Esta estructura medieval refleja la organización territorial única de la Soule, una provincia vasca con una gran autonomía y particularidades históricas.

### Fusión de Ithorots y Olhaïby
- Ithorots y Olhaïby fueron dos localidades históricamente independientes. Olhaïby, por ejemplo, tenía un feudo vasallo de la vicomté de Soule, y su titular era uno de los diez potestats (nobles con autoridad) de la Soule, lo que destaca su importancia dentro de la organización política medieval de la región.
- Entre 1790 y 1794, en plena Revolución Francesa, estas dos localidades se unieron para formar la comuna de Ithorots-Olhaïby. Esta fue una época de grandes transformaciones administrativas en toda Francia, y en muchas áreas rurales pequeñas, como Soule, se integraron varias aldeas en una sola comuna con el fin de simplificar la administración.

### Aroue durante la Revolución Francesa
- Aroue jugó un papel singular durante la revolución francesa, al convertirse en un templo de la Razón, una institución simbólica que representaba el espíritu antirreligioso del jacobinismo y el rechazo de las creencias religiosas tradicionales. Aroue fue la única comuna vasca en adoptar este tipo de políticas radicales antirreligiosas, en parte debido a su proximidad con el Bearn, una región que abrazó con mayor fuerza el jacobinismo revolucionario. Durante esta época, muchas iglesias se convirtieron en "templos de la Razón" como una forma de secularización de la sociedad.

### Fusión de Aroue-Ithorots-Olhaïby (1973)
- Finalmente, en 1973, las dos comunas de Aroue e Ithorots-Olhaïby se unieron para formar la comuna actual de Aroue-Ithorots-Olhaïby. Este proceso de consolidación administrativa permitió a la región tener una gestión más eficiente, especialmente en términos de servicios públicos y representación política.

### Patrimonio cultural y económico
- La comuna ha mantenido su carácter rural, con una economía basada principalmente en la agricultura y la ganadería, actividades tradicionales que han moldeado la vida diaria de sus habitantes durante siglos. Aroue-Ithorots-Olhaïby, al igual que muchas otras localidades de la Soule, ha sabido mantener sus costumbres vascas, su lengua y su estructura comunal.
- En cuanto al patrimonio arquitectónico, la comuna conserva varios monumentos históricos, incluidos restos de antiguos feudos y la estructura original de algunas iglesias que han sobrevivido al paso del tiempo.

## Demografía
| Gráfica de evolución demográfica de Aroue-Ithorots-Olhaïby entre 1800 y 2012 |
|                                                                              |

Fuentes: Ldh/EHESS/Cassini e INSEE.